# Salvatore Sciacchitano

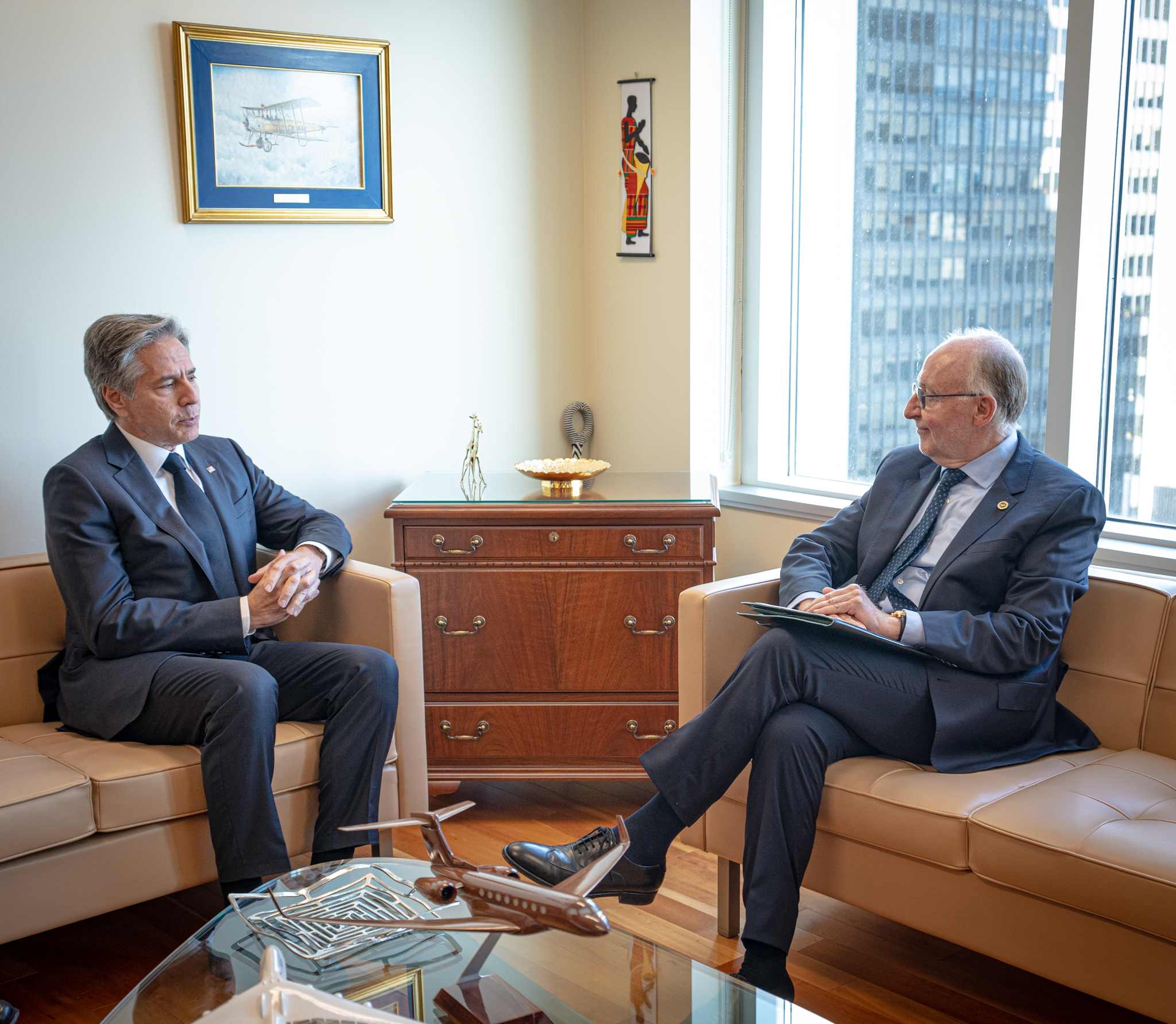
Salvatore Sciacchitano (rechts) im Gespräch mit US-Außenminister Blinken (2022)

Salvatore Sciacchitano (geboren 21. Oktober 1954) ist ein italienischer Luftfahrt-Experte und seit Januar 2020 sechster Präsident des Rates der Internationalen Zivilluftfahrtorganisation (ICAO) in Montreal.

## Ausbildung
Salvatore Sciaccitano studierte an der Universität Catania Telekommunikationswissenschaft und erwarb einen Masterabschluss cum laude. Später erwarb er sich beispielsweise an der
britischen Cranfield University spezielle Luftfahrt-Kompetenzen und qualifizierte sich auch für eine private Pilotenlizenz.

## Laufbahn
1980 fing Siaccchitano beim italienischen Luftfahrtamt Registro Aeronautico Italiano (RAI) an, machte schnell Karriere, wurde 1995 Technischer Direktor und 1996 Generaldirektor der Organisation.
1999 wurde er stellvertretender Generaldirektor der neugeschaffenen Zivilluftfahrtbehörde Ente Nazionale per l’Aviazione Civile (ENAC). 2010 wechselte er als Exekutivdirektor zur Europäischen Zivilluftfahrt-Konferenz (ECAC). in Neuilly-sur-Seine bei Paris. Daneben bekleidete er vielfache internationale Aufgaben, er leitete die Ständige Kommission der Europäischen Organisation zur Sicherung der Luftfahrt (EUROCONTROL) in Brüssel, vertrat Italien im Verwaltungsrat der Europäischen Agentur für Flugsicherheit (EASA) in Köln und koordinierte die italienische Delegation der ICAO-Vollversammlung.
Seit 2019 vertrat er Italien im Rat der Internationalen Zivilluftfahrtorganisation (ICAO) in Montreal. Am 1. Januar 2020 wurde Sciacchitano Nachfolger von Olumuyiwa Benard Aliu sechster Präsident des ICAO-Rates.

## Ehrungen
- 2006 „Golden AOPA Award“  der italienischen Pilotenvereinigung AOPA
- 2009 „Paul Tissandier Diplom“ der Fédération Aéronautique Internationale (FAI)
- 2016  Award der  Flight Safety Foundation
- 2017  Lifetime Achievement Award der  Air Transport News[1]

## Privates
Sciacchitano ist verheiratet und hat zwei Kinder. Er spricht fließend Italienisch, Englisch und Französisch.